# Baliwag
Baliwag (auch Baliuag) ist eine Stadtgemeinde in der philippinischen Provinz Bulacan. 
In der Stadtgemeinde wurden am 6. Mai 1899 während der amerikanischen Besatzung die ersten Wahlen im Land abgehalten. 
Durch die Nähe zu Metro Manila entstanden in den letzten Jahren in Baliuag viele Arbeitsplätze im Handel und im Bankwesen.

## Baranggays
Baliwag ist in folgende 27 Baranggays aufgeteilt:
| - Bagong Nayon - Barangca - Calantipay - Catulinan - Concepcion - Makinabang - Matangtubig - Pagala - Paitan | - Piel - Pinagbarilan - Poblacion - Sabang - San Jose - San Jose Hinukay - San Roque - Santa Barbara - Santo Cristo | - Santo Niño - Subic - Sulivan - Tangos - Tarcan - Tiaong - Tibag - Tilapayong - Virgen delas Flores |